# Lukáš Kojnok
Lukáš Kojnok (Lučenec, 30 maggio 1997) è un calciatore slovacco, difensore o centrocampista del Baník Kalinovo.

## Caratteristiche tecniche
È un terzino destro.

## Carriera
Cresciuto nel settore giovanile del Senica, inizia la propria carriera con il Liptovský Hrádok per poi passare nel 2017 al Ružomberok, che lo aggrega inizialmente alla squadra riserve; debutta in prima squadra il 5 settembre 2018 in occasione dell'incontro di Slovenský Pohár vinto 6-2 contro il Gerlachov.

## Statistiche
Statistiche aggiornate al 12 marzo 2021.

### Presenze e reti nei club
| Stagione        | Squadra         | Campionato      | Campionato | Campionato | Coppe nazionali | Coppe nazionali | Coppe nazionali | Coppe continentali | Coppe continentali | Coppe continentali | Altre coppe | Altre coppe | Altre coppe | Totale | Totale | Totale |
| Stagione        | Squadra         | Comp            | Pres       | Reti       | Comp            | Pres            | Reti            | Comp               | Pres               | Reti               | Comp        | Pres        | Reti        | Pres   | Reti   |        |
| --------------- | --------------- | --------------- | ---------- | ---------- | --------------- | --------------- | --------------- | ------------------ | ------------------ | ------------------ | ----------- | ----------- | ----------- | ------ | ------ | ------ |
| 2018-2019       | Ružomberok      | SL              | 0          | 0          | CS              | 1               | 0               |                    | -                  | -                  |             | -           | -           | 1      | 0      |        |
| 2019-2020       | Ružomberok      | SL              | 19         | 1          | CS              | 5               | 0               | UEL                | 0                  | 0                  |             | -           | -           | 24     | 1      |        |
| 2020-2021       | Ružomberok      | SL              | 11         | 0          | CS              | 0               | 0               | UEL                | 0                  | 0                  |             | -           | -           | 11     | 0      |        |
| Totale carriera | Totale carriera | Totale carriera | 30         | 1          |                 | 6               | 0               |                    | 0                  | 0                  |             | -           | -           | 36     | 1      |        |